# 長野県道319号小倉梓橋停車場線
長野県道319号小倉梓橋停車場線（ながのけんどう319ごう おぐらあずさばしていしゃじょうせん）は、長野県安曇野市三郷小倉を起点とし、同市豊科高家の大糸線梓橋駅を終点とする一般県道。

## 概要

### 路線データ
- 起点：安曇野市三郷小倉
- 終点：安曇野市豊科梓橋（大糸線梓橋駅）

## 接続・交差する道路
- 長野県道495号豊科大天井岳線
- 長野県道25号塩尻鍋割穂高線
- 安曇広域農道
- 長野県道315号波田北大妻豊科線
- 長野県道278号大野田梓橋停車場線
- 長野県道316号梓橋田沢停車場線

## 周辺
- 大糸線 梓橋駅